# Stanis Idumbo
Stanis Idumbo Muzambo (Melun, 29 giugno 2005) è un calciatore belga, centrocampista del Siviglia.

## Carriera

### Club
Idumbo è cresciuto nei settori giovanili di Club Bruges e Gent, con cui ha firmato un contratto professionistico nel 2020. Nel 2021 è stato acquistato dall'Ajax e ad inizio 2023 è stato assegnato alla seconda squadra dove ha debuttato il 6 gennaio nell'incontro di Eerste Divisie pareggiato 1-1 contro l'Eindhoven. Ha segnato il suo primo gol la stagione successiva, il 6 novembre contro il Willem II.
Il 13 gennaio 2024 è stato ceduto a titolo definitivo al Siviglia, che lo ha assegnato alla seconda squadra. La stagione successiva è stato promosso in quella principale, ed il 1º settembre ha esordito in Primera División contro il Girona.

### Nazionale
Ha giocato con le nazionali giovanili belghe Under-15, Under-17, Under-18 ed Under-19.

## Statistiche

### Presenze e reti nei club
Statistiche aggiornate al 7 novembre 2024.’’
| Stagione        | Squadra           | Campionato      | Campionato | Campionato | Coppe nazionali | Coppe nazionali | Coppe nazionali | Coppe continentali | Coppe continentali | Coppe continentali | Altre coppe | Altre coppe | Altre coppe | Totale | Totale |
| Stagione        | Squadra           | Comp            | Pres       | Reti       | Comp            | Pres            | Reti            | Comp               | Pres               | Reti               | Comp        | Pres        | Reti        | Pres   | Reti   |
| --------------- | ----------------- | --------------- | ---------- | ---------- | --------------- | --------------- | --------------- | ------------------ | ------------------ | ------------------ | ----------- | ----------- | ----------- | ------ | ------ |
| 2022-2023       | Jong Ajax         | 1D              | 12         | 0          | -               | -               | -               | -                  | -                  | -                  | -           | -           | -           | 12     | 0      |
| 2023-gen. 2024  | Jong Ajax         | 1D              | 11         | 3          | -               | -               | -               | -                  | -                  | -                  | -           | -           | -           | 11     | 3      |
| gen.-giu. 2024  | Siviglia Atlético | SF              | 11         | 2          | -               | -               | -               | -                  | -                  | -                  | -           | -           | -           | 11     | 2      |
| 2024-2025       | Siviglia Atlético | PF              | 1          | 1          | -               | -               | -               | -                  | -                  | -                  | -           | -           | -           | 1      | 1      |
| 2024-2025       | Siviglia          | PD              | 5          | 1          | CR              | 1               | 0               | -                  | -                  | -                  | -           | -           | -           | 6      | 1      |
| Totale carriera | Totale carriera   | Totale carriera | 40         | 7          |                 | 1               | 0               |                    | -                  | -                  |             | -           | -           | 41     | 7      |

## Palmarès

### Club

#### Competizioni nazionali
- Segunda Federación: 1

Siviglia Atlético: 2023-2024 (gruppo 4)